# مسجد سنهري
مسجد سنهري هو مسجد في عاصمة الهند دلهي وبالتحديد يقع في دلهي القديمة.

## البناء
يقع المسجد بالقرب من معبد السيخ سيس غانج الصاحب في منطقة تشوك تشوك، وهو يقع أيضا في شارع الامبراطوري المؤدي إلى القلعة الحمراء، تم بناء المسجد من قبل روشان مسعود داولا ظفر خان في عام 1721.

## المذبحة
ظهر الغازي الفارسي نادر شاه قضى في منطة المسجد وقضى عدة ساعات في أعلى قمة في مسجد سنهري وذلك يوم الحادي عشر من شهر مارس عام 1739 لمراقبة كاتل عم، ثم أمر كل من هو في المنطقة، وأسفر القتل عن مذبحة بلغ عدد ضحاياها 30,000 نسمة.

## المسجد الآن
تم تغيير مظهر المسجد الأصلي كامتداد لاستيعاب أكبر عدد وقدر من المؤمنين والمصلين، المسجد في الوقت الحالي يقع تحت تهديد التعديات التي تطاله، وينبغي أن لا يتم الخلط بينه وبين مسجد سنهري (القلعة الحمراء) القريبة منه.